# Sœurs de la charité de Seton Hill
Pour les articles homonymes, voir Sœurs de la charité.
Les Sœurs de la charité de Seton Hill forment une congrégation religieuse féminine enseignante et hospitalière de droit pontifical faisant partie de la fédération des Sœurs de la charité.

## Historique
La congrégation prend sa source chez les Sœurs de la charité fondées en 1809 à Emmitsburg (Maryland) par sainte Elizabeth Seton. Cinq sœurs de la charité de Cincinnati dirigées par Mère Aloysia Lowe (1835-1889) ouvrent une maison à Altoona (Pennsylvanie) à l'invitation de l'évêque de Pittsburgh, Mgr Miguel Domenec. Les sœurs assurent la direction d'écoles paroissiales de la région et assistent les malades dans les hôpitaux. La communauté déménage son siège à Seton Hill, près de Greensburg, d'où elle prend son nom.
Les Sœurs deviennent autonomes de la branche de Cincinnati en 1888. Elles reçoivent leur décret de louange le 20 décembre 1948 et leurs constitutions sont définitivement approuvées par le Saint-Siège en 1957, sous le pontificat de Pie XII.

## Activité et diffusion
Les Sœurs de la charité de Seton Hill se vouent à l'instruction chrétienne de la jeunesse, à l'assistance matérielle et spirituelle des personnes âgées et des malades (aussi bien à l'hôpital qu'à domicile), au catéchisme et à l'animation paroissiale, au service des pauvres et des sans-abris.
Elles sont actives aux États-Unis, en Chine, en Corée du Sud, et en Terre sainte.
Leur maison généralice est à Chicago.
En 2017, la congrégation comptaient 374 religieuses réparties dans 77 maisons.